# 110街

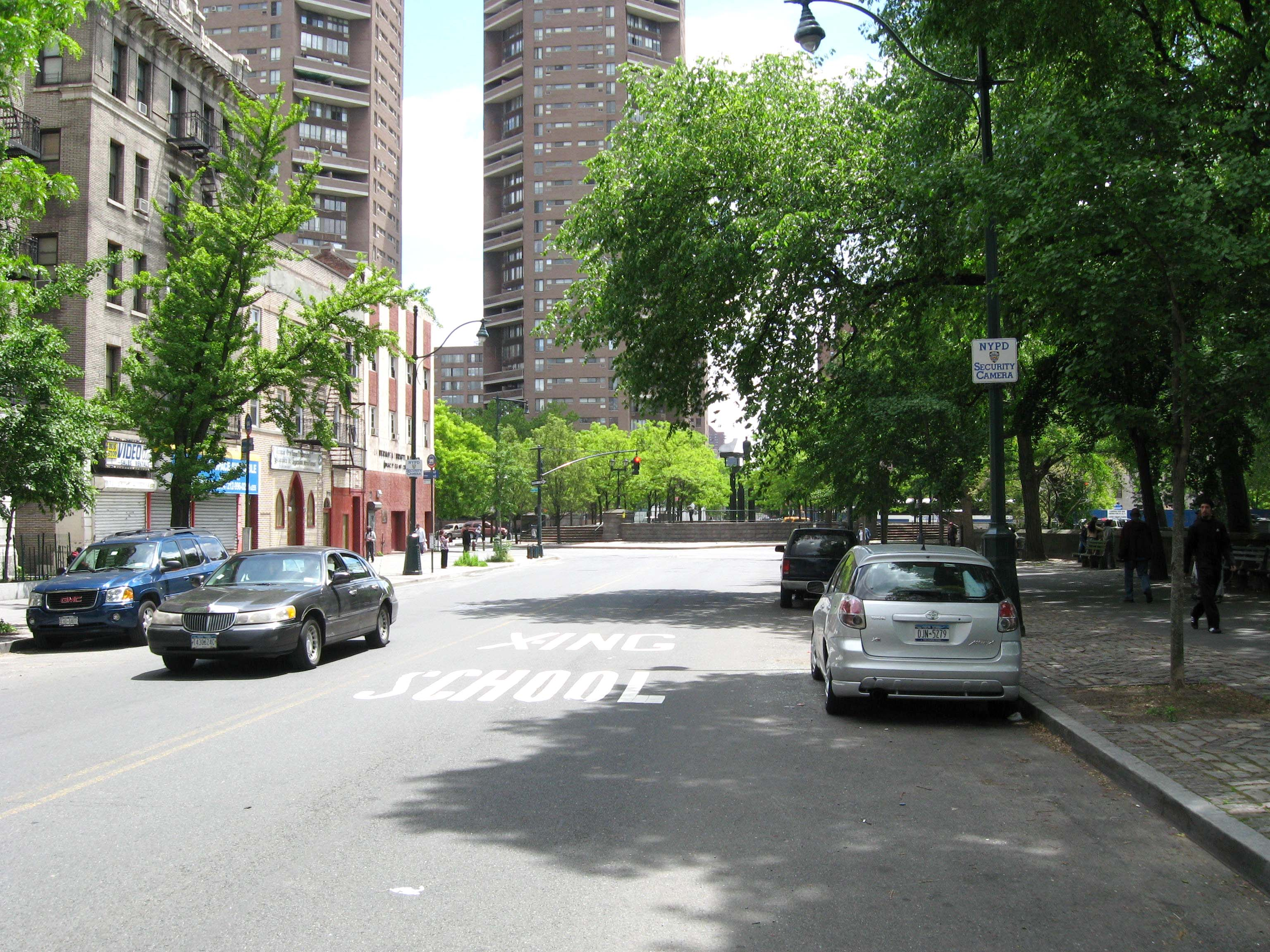
中央公园北与第五大道

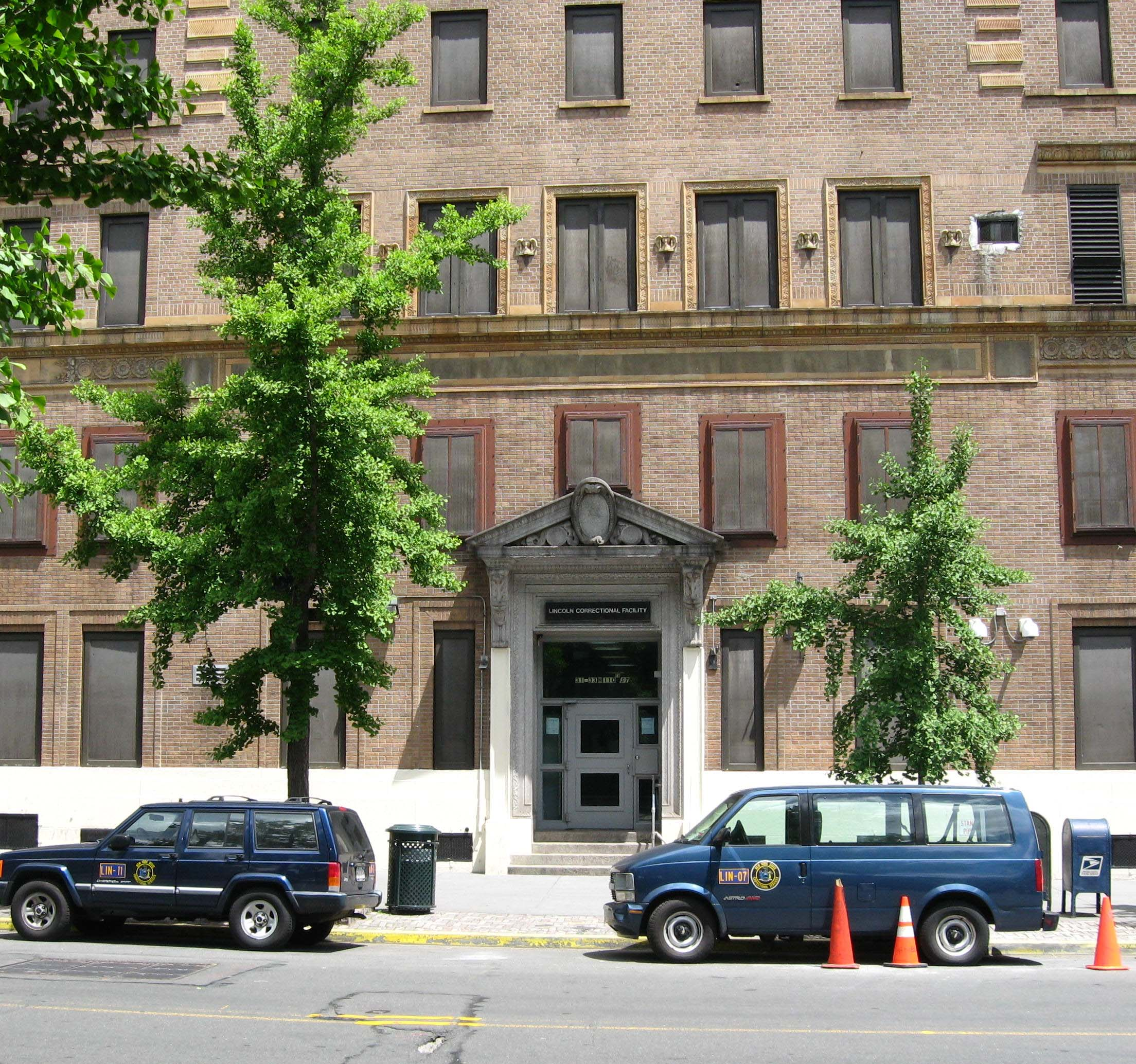
Lincoln Correctional Facility

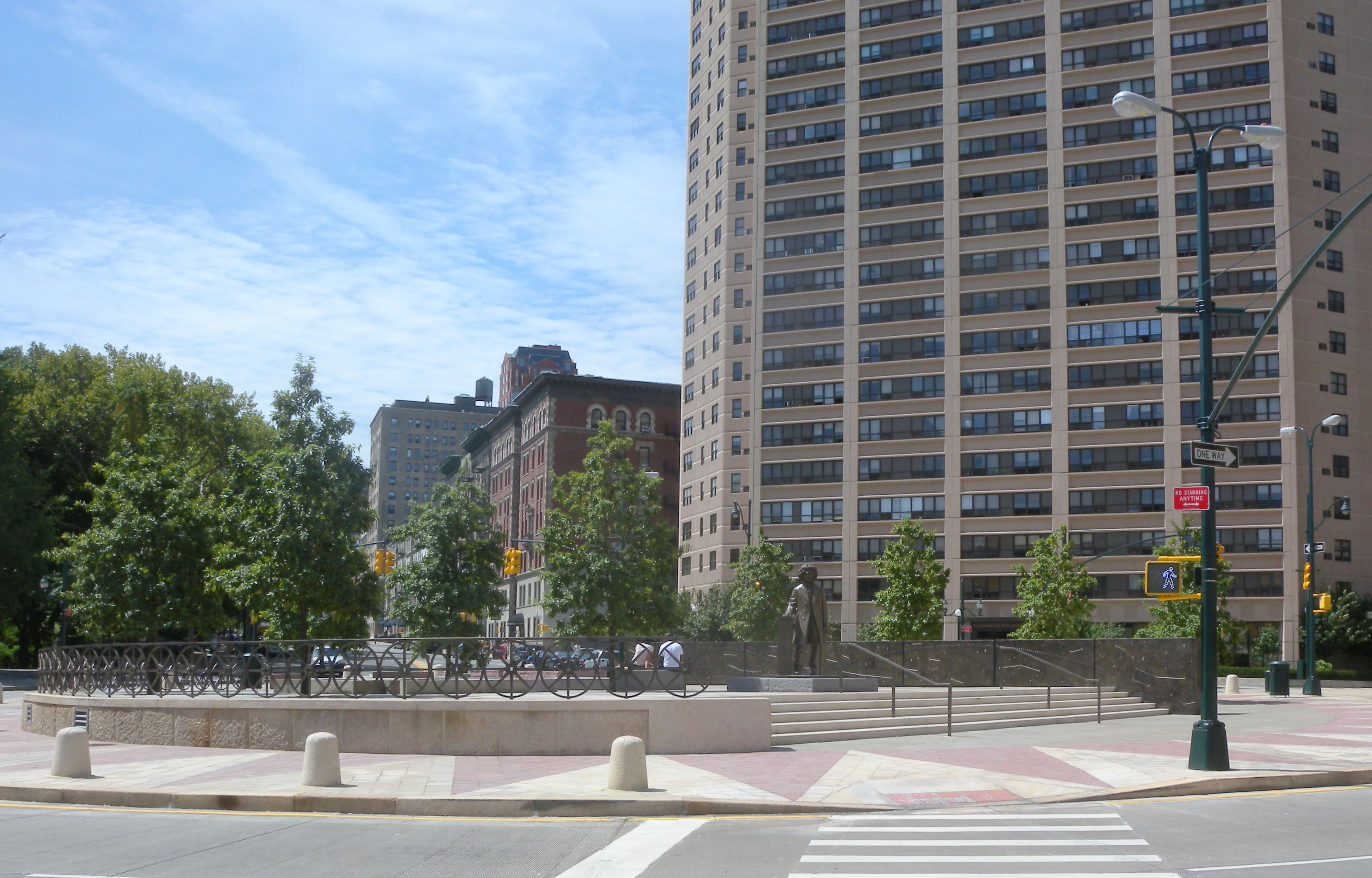
弗雷德里克·道格拉斯圆环

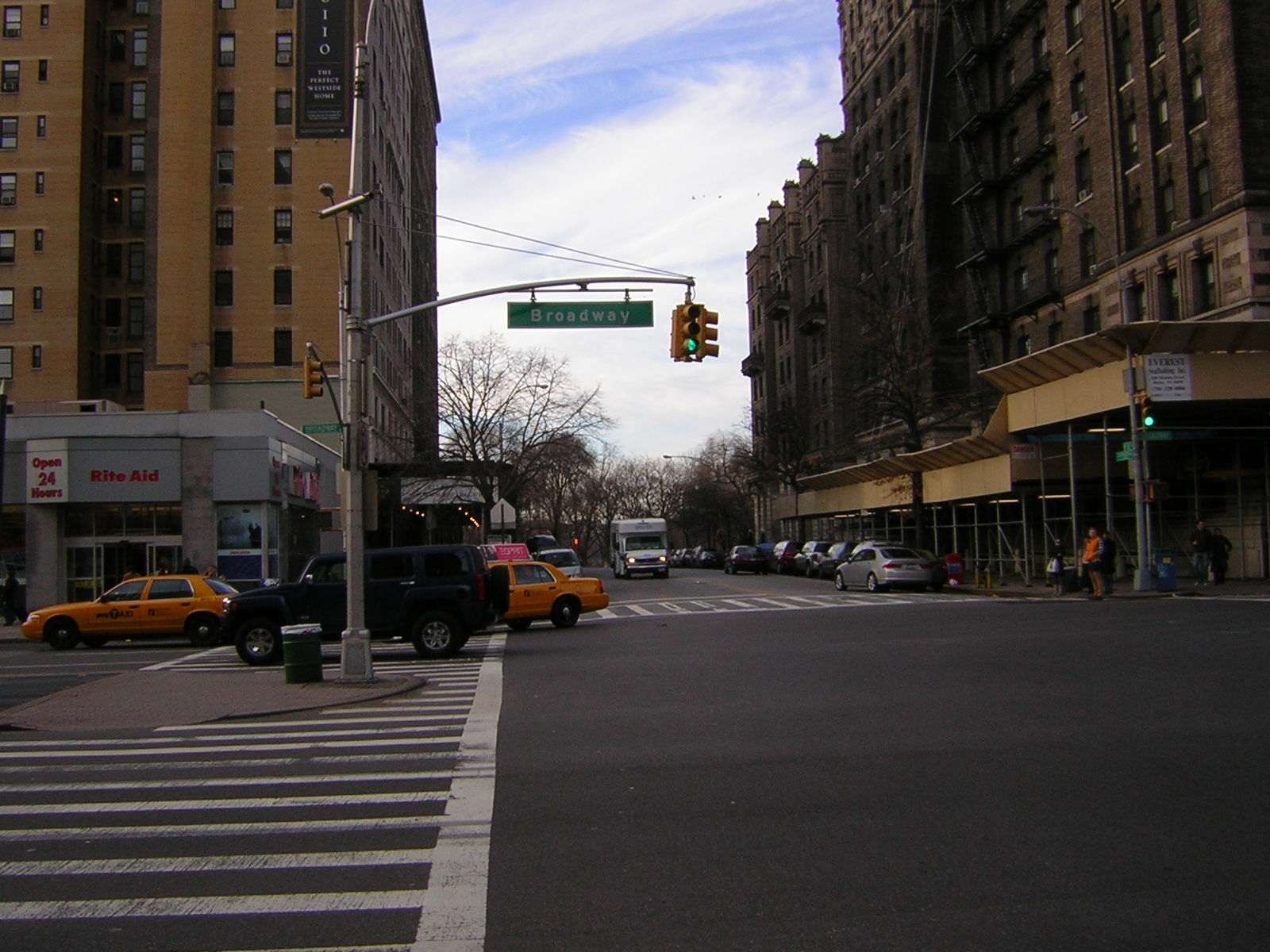

110街（英語：110th Street）是纽约曼哈顿上城的一条东西向街道。它通常作为哈林区与中央公园的边界，沿公园的部分又名中央公园北。其西段又名座堂路（Cathedral Parkway）。
110街在第一大道与麦迪逊大道之间为东向行驶，在麦迪逊大道与第五大道之间的一小段为西向行驶。第五大道以西，该路拓宽，可供双向行驶。
自1997年起，艾靈頓公爵的雕像矗立在艾靈頓公爵圆环，即110街与第五大道交汇处，中央公园的东北角。描绘了9个缪斯女神支撑一架钢琴，艾靈頓公爵在她们的头上。非洲艺术博物馆也位于艾靈頓公爵圆环。
110街与中央公园西和弗雷德里克·道格拉斯大道交叉点，即中央公园西北角，是弗雷德里克·道格拉斯圆环。
纽约圣约翰座堂位于西110街，介于晨边快速路与阿姆斯特丹大道之间的这一段又名座堂路。110街结束于晨边快速路（Riverside Drive）和河滨公园。